# Jóreménység foka
Koordináták: d. sz. 34° 21′ 29″, k. h. 18° 28′ 19″34.358056°S 18.471944°E

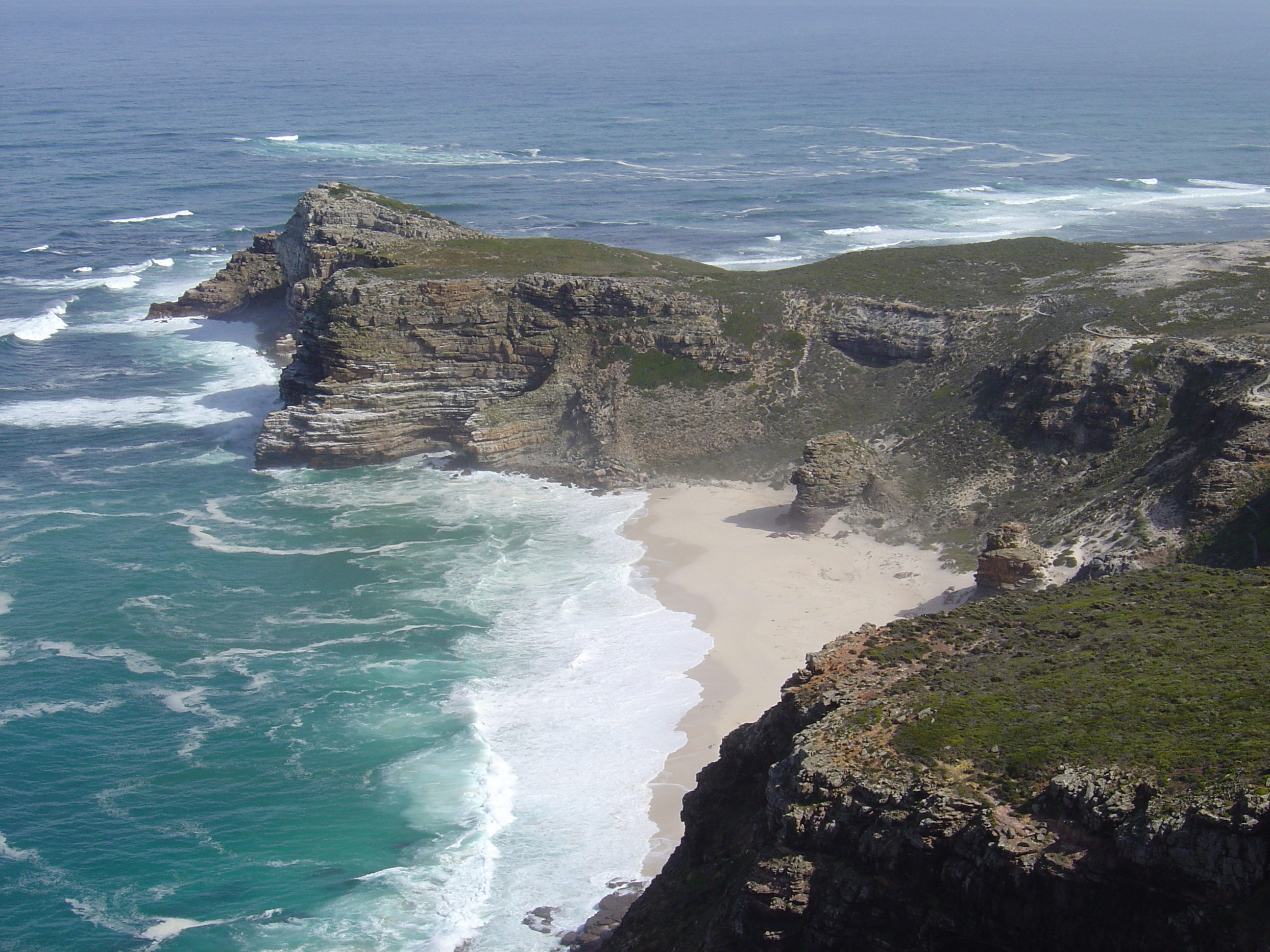
A Jóreménység foka sziklái

A Jóreménység foka (afrikaansul: Kaap die Goeie Hoop, hollandul: Kaap de Goede Hoop, angolul: Cape of Good Hope, portugálul: Cabo da Boa Esperança) egy sziklás földnyelv Dél-Afrikában az Atlanti-óceán partján.
Gyakori tévedés, hogy a Jóreménység foka Afrika legdélibb csúcsa és osztópont az Atlanti-óceán és az Indiai-óceán között, de valójában a legdélibb pont a tőle 150 kilométerre délkeletre lévő Tű-fok (másként Agulhas-fok).
Először 1488-ban a portugál Bartolomeu Dias kerülte meg, hogy a Távol-Kelettel közvetlen kereskedelmi kapcsolatokat alapítson meg.

## Földrajza
A Jóreménység foka a Fok-félszigeten (angolul Cape Peninsula) helyezkedik el a Dél-afrikai Köztársaság Nyugat-Fokföld tartományában, Fokvárostól 50 kilométerre délre.
|  |  |

## Története
Néhány elképzelés szerint az európai felfedezők előtt már jártak itt kínai, arab és indiai felfedezők és kereskedők is. Az ókorban II. Nékó egyiptomi fáraó megbízásából a föníciaiak kerülték meg elsőként Afrikát. Az európaiak számára 1488-ban fedezte fel a portugál Bartolomeu Dias, aki „a viharok fokának” (Cabo das Tormentas) nevezte el. Az első holland telepesek először 1652-ben érkeztek meg. A holland gyarmati ügyintéző, Jan van Riebeeck 1652. április 6-án megalapított egy ellátmánytábort a Holland Kelet-indiai Társaság részére a Jóreménység fokától 50 kilométerre északra, a Tábla-öbölben, ebből lett a későbbi Fokváros.

## Fordítás
- Ez a szócikk részben vagy egészben  a   Cape of Good Hope című angol Wikipédia-szócikk fordításán alapul.  Az eredeti cikk szerkesztőit annak laptörténete sorolja fel. Ez a jelzés csupán a megfogalmazás eredetét és a szerzői jogokat jelzi, nem szolgál a cikkben szereplő információk forrásmegjelöléseként.